# Nagyberki
Nagyberki è un comune ungherese di 1.551 abitanti (dati 2001) situata nella contea di Somogy, nell'Ungheria centro-occidentale.